# Volta a Portugal femenina
La Volta a Portugal femenina és una competició ciclista portuguesa femenina que es disputa per etapes a Portugal. La cursa forma part del calendari internacional de l'UCI amb una classificació UCI 2.2 des de l'any 2024. La primera edició va ser l'any 2021 i la va guanyar la portuguesa Raquel Queiros.

## Palmarès
| Any  | Vencedora            | Segona                 | Tercera            |
| ---- | -------------------- | ---------------------- | ------------------ |
| 2021 | Raquel Silva Queiros | Sofia Gomes            | Iris Gómez Argilés |
| 2022 | Nathalie Eklund      | Mireia Benito Pellicer | Vera Vilaca        |
| 2023 | Valeria Valgonen     | Miryam Núñez           | Marina Garau Roca  |
| 2024 | India Grangier       | Titia Ryo              | Daniela Campos     |
| 2025 |                      |                        |                    |